# Asharoken
Asharoken és una vila del Comtat de Suffolk (Nova York) als Estats Units d'Amèrica. Segons el cens dels Estats Units del 2000 tenia 625 habitants.

## Demografia
Segons el cens del 2000 Asharoken tenia 625 habitants, 254 habitatges, i 184 famílies. La densitat de població era de 176,1 habitants/km².
Dels 254 habitatges en un 22,8% hi vivien nens de menys de 18 anys, en un 66,5% hi vivien parelles casades, en un 4,7% dones solteres, i en un 27,2% no eren unitats familiars. En el 22,8% dels habitatges hi vivien persones soles el 9,1% de les quals corresponia a persones de 65 anys o més que vivien soles. El nombre mitjà de persones vivint en cada habitatge era de 2,45 i el nombre mitjà de persones que vivien en cada família era de 2,87.
Per edats la població es repartia de la següent manera: un 18,1% tenia menys de 18 anys, un 4,6% entre 18 i 24, un 19,5% entre 25 i 44, un 39,7% de 45 a 60 i un 18,1% 65 anys o més.
L'edat mediana era de 48 anys. Per cada 100 dones de 18 o més anys hi havia 101,6 homes.
La renda mediana per habitatge era de 103.262 $ i la renda mediana per família de 118.128 $. Els homes tenien una renda mediana de 81.644 $ mentre que les dones 41.406 $. La renda per capita de la població era de 51.159 $. Cap de les famílies i el 2,6% de la població estaven per davall del llindar de pobresa.